# 알라딘 2: 돌아온 자파
《알라딘 2: 돌아온 자파》(영어: The Return of Jafar)는 월트 디즈니 회사에서 1992년 《알라딘》의 후속편으로 1994년 5월 20일 출시한 미국의 비디오 영화이다.

## 줄거리
자파가 패배한 지 1년 후, 알라딘과 아부는 자스민 공주와 그녀의 아버지 술탄과 함께 아그라바 궁전에 정착했다. 여전히 모험을 갈망하는 알라딘은 멍청한 아비스 말이 이끄는 범죄 집단을 저지하고 그들이 훔친 전리품을 시민들에게 돌려준다. 한편 사막에서 이아고는 자파의 램프에서 탈출한다. 당연한 것으로 여겨지는 것에 지친 이아고는 그를 풀어 달라는 자파의 요구를 거부한다. 램프를 우물에 빠뜨린 후 이아고는 알라딘과 친구가 되어 궁전으로 돌아가기를 바라며 아그라바로 돌아간다. 알라딘과 아부와의 대결에서 세 사람은 아비스 말과 그의 부하들에게 공격을받는다. 이아고는 실수로 알라딘의 생명을 구했다. 감사의 마음으로 알라딘은 이아고를 궁전 부지에 머물게 하며 이아고를 대신하여 술탄과 대화하겠다고 약속한다.
한편 아비스 말은 우물에서 자파의 램프를 발견한다. 무능한 새 주인의 방해를 받은 자파는 아비스 말을 조종하여 처음 두 가지 소원을 헛되게 만든 다음 알라딘에게 복수하기 위해 그의 도움을 요청한다. 그 대가로 그는 그에게 특별한 세 번째 소원을 들어주겠다고 한다. 아비스 말은 동의하며 알라딘에 대한 복수를 원한다. 한편 지니는 1년 동안 세계를 여행한 뒤 궁궐로 돌아오지만, 램프에서 벗어나 이제 힘이 약해진다. 저녁 연회에서 술탄은 알라딘을 새로운 왕실 고관으로 발표한다. 아부와 라자는 정원에서 이아고를 발견하고 그를 연회로 쫓아간다. 알라딘은 술탄에게 이아고를 용서해달라고 요청하지만 자스민은 알라딘이 그녀에게 결코 털어 놓지 않은 것에 실망한다. 지니와 이아고는 자스민을 설득하여 이아고에게 기회를 주도록 돕는다. 그러나 술탄은 여전히 의심스러워하지만 일시적으로 이아고를 용서하고 알라딘에게 그를 감시하라고 지시한다. 그러나 자파는 궁전에 잠입하여 이아고를 속여 알라딘과 술탄을 폭포로 데려가도록 한다.
여행 중에 술탄은 결국 알라딘과 이아고를 용서하지만, 용 날개 달린 말을 탄 마법사 기병 집단으로 변신한 자파는 그들을 매복하여 알라딘을 폭포로 보내고 술탄, 자스민, 지니, 아부 포로를 데려간다. 알라딘은 결국 라줄에게 경고하기 위해 아그라바로 돌아 왔지만 자파는 자스민으로 가장하여 알라딘이 술탄을 살해 한 혐의로 모함하고 그에게 사형을 선고했다. 속았다는 죄책감을 느낀 이아고는 알라딘을 구해준 지니를 풀어준다. 이제 자파는 아그라바를 통제하지만 알라딘은 그를 막겠다고 맹세하고 지니는 자파를 죽일 수 있는 유일한 방법은 그의 램프를 파괴하는 것임을 밝힌다. 이아고는 떠나기로 결정했지만 알라딘이 그에게 감사하기 전에는 그렇지 않았다.
알라딘과 그룹은 아비스 말이 그를 풀어주기 직전에 보물 방에서 자파와 대결한다. 그러나 자파는 알라딘과 아비스 말을 팰러스 나무로 보내고 아비스 말은 자파의 램프를 떨어 뜨린다. 알라딘은 자신을 풀어주고 그룹은 램프를 얻으려고 시도하지만 지니 형태의 자파는 매복하여 그룹을 겁주고 지니를 의식을 잃고 카펫을 깨뜨린다. 그는 궁전 정원을 쪼개어 용암 웅덩이를 만들고 알라딘을 가라앉는 바위에 가두었다. 이아고는 돌아와서 자신이 자파에게 속았다는 것을 깨닫고 램프를 잡았지만 자파에 의해 불에 타서 의식을 잃었다. 그는 램프를 용암 속으로 걷어차고 자파의 마법이 풀리자 알라딘은 이아고를 구출하여 자파가 자폭하고 공포의 통치를 완전히 끝내고 궁전 정원과 카펫을 복원한다. 그러나 이아고의 부상은 너무 심해서 잠시 동안 모두가 그가 죽었다고 믿었지만 공식적으로 궁전으로 다시 돌아오고 모두가 그를 용서하자 그는 다시 나타난다. 알라딘은 고관이 되겠다는 술탄의 제안을 거부하고 자스민과 함께 세상을 보기로 결정한다.

## 성우진
| 배역      | 영어 성우                     | 한국어 성우 |
| --------- | ----------------------------- | ----------- |
| 이아고    | 길버트 갓프리드               | 조동희      |
| 아비스 말 | 제이슨 알렉산더               | 설영범      |
| 자파      | 조너선 프리먼                 | 김현직      |
| 알라딘    | 스콧 와인거 브래드 케인(노래) | 강수진      |
| 자스민    | 린다 라킨 리즈 캘러웨이(노래) | 홍영란      |
| 지니      | 댄 카스텔라네타               | 김명곤      |
| 아부      | 프랭크 웰커                   | ―           |
| 라자      | 프랭크 웰커                   | ―           |
| 술탄      | 밸 베틴                       | 장승길      |
| 라줄      | 짐 커밍스                     | 이봉준      |

## 기타
- 협력프로듀서: 제시카 코플로스-밀러
- 협력프로듀서: 마이아 매티즈

## 음악
- Arabian Nights
- I'm Looking Out for Me
- There's Nothing in the World
- Forget about Love
- You're Only Second Rate